# Wereldkampioenschappen baanwielrennen 1994
De wereldkampioenschappen baanwielrennen 1994 werden van 15 augustus tot en met 20 augustus 1994 gehouden in het Velodromo Paolo Borsellino in de Italiaanse stad Palermo. Er stonden elf onderdelen op het programma, acht voor mannen en drie voor vrouwen. Het stayeren stond voor het laatst op het programma van wereldkampioenschappen.

## Medailles

### Mannen
| Onderdeel            | Goud | Goud                                               | Zilver | Zilver                                                      | Brons | Brons                                                     |
| -------------------- | ---- | -------------------------------------------------- | ------ | ----------------------------------------------------------- | ----- | --------------------------------------------------------- |
| Sprint               | USA  | Marty Nothstein                                    | AUS    | Darryn Hill                                                 | GER   | Michael Hübner                                            |
| 1 km tijdrit         | FRA  | Florian Rousseau                                   | USA    | Erin Hartwell                                               | AUS   | Shane Kelly                                               |
| Achtervolging        | GBR  | Chris Boardman                                     | FRA    | Francis Moreau                                              | GER   | Jens Lehmann                                              |
| Ploegenachtervolging | GER  | Guido Fulst Andreas Bach Jens Lehmann Danilo Hondo | USA    | Carl Sundquist Dirk Copeland Mariano Friedickx Adam Laurent | AUS   | Brett Aitken Tim O'Shannessey Rodney Mcgee Stuart O'Grady |
| Keirin               | USA  | Marty Nothstein                                    | GER    | Michaël Hübner                                              | ITA   | Frederico Paris                                           |
| Puntenkoers          | SUI  | Bruno Risi                                         | DEN    | Jan-Bo Petersen                                             | AUT   | Franz Stocher                                             |
| Tandem               | FRA  | Fabrice Colas Frédéric Magné                       | GER    | Emanuel Raasch Jens Glukliche                               | ITA   | Frederico Paris Roberto Chiappa                           |
| Stayeren             | GER  | Carsten Podlesch                                   | AUT    | Roland Königshofer                                          | ITA   | Alessandro Tessin                                         |

- Renners van wie de namen schuingedrukt staan kwamen in actie tijdens minimaal één ronde maar niet tijdens de finale.

### Vrouwen
| Onderdeel     | Goud | Goud              | Zilver | Zilver                | Brons | Brons                   |
| ------------- | ---- | ----------------- | ------ | --------------------- | ----- | ----------------------- |
| Sprint        | RUS  | Galina Enioukhina | FRA    | Félicia Ballanger     | RUS   | Oksana Grishina         |
| Achtervolging | FRA  | Marion Clignet    | RUS    | Svetlana Samokhvalova | USA   | Janie Eickhoff          |
| Puntenkoers   | NED  | Ingrid Haringa    | RUS    | Svetlana Samokhvalova | BLR   | Ljoedmila Gorozjanskaja |

### Medaillespiegel
| Plaats | Land                | Goud | Zilver | Brons | Totaal |
| 1      | Frankrijk           | 3    | 2      | 0     | 5      |
| 2      | Duitsland           | 2    | 2      | 2     | 6      |
| 3      | Verenigde Staten    | 2    | 2      | 1     | 5      |
| 4      | Rusland             | 1    | 2      | 1     | 4      |
| 5      | Verenigd Koninkrijk | 1    | 0      | 0     | 1      |
| 5      | Nederland           | 1    | 0      | 0     | 1      |
| 5      | Zwitserland         | 1    | 0      | 0     | 1      |
| 8      | Australië           | 0    | 1      | 2     | 3      |
| 9      | Oostenrijk          | 0    | 1      | 1     | 2      |
| 10     | Denemarken          | 0    | 1      | 0     | 1      |
| 11     | Italië              | 0    | 0      | 3     | 3      |
| 12     | Wit-Rusland         | 0    | 0      | 1     | 1      |
| Totaal | Totaal              | 11   | 11     | 11    | 33     |